# Afonso Cláudio (kommun)
Afonso Cláudio är en kommun i Brasilien.   Den ligger i delstaten Espírito Santo, i den sydöstra delen av landet, 900 km sydost om huvudstaden Brasília. Antalet invånare är 31 086.
Följande samhällen finns i Afonso Cláudio:
- Afonso Cláudio

Omgivningarna runt Afonso Cláudio är huvudsakligen savann. Runt Afonso Cláudio är det ganska glesbefolkat, med 35 invånare per kvadratkilometer.